# Marco Monza
Marco Monza (Lecco, 17 gennaio 1965) è un ex calciatore italiano, di ruolo mediano o terzino.

## Carriera
Cresciuto nel Lecchese, entra poi nelle giovanili del Como.
Nella stagione 1984-1985 viene ceduto in prestito all'Ospitaletto, squadra bresciana che partecipa al campionato di C2 nel girone B con la quale, nella stagione 1986-1987, vince il campionato ottenendo la promozione in C1.
L'anno successivo (1987-1988), insieme all'allenatore Gigi Maifredi, approda al Bologna nella serie cadetta. La stagione lo vede titolare, collezionando 32 presenze e una rete, e la squadra vince il campionato Serie B riconquistando la massima serie.
La stagione successiva è quella del debutto in Serie A, collezionando, sempre con il Bologna, 29 presenze e una rete nelle gare di campionato. La squadra ottiene la salvezza classificandosi al 14º posto, 2 punti sopra la soglia della retrocessione. Sempre con la squadra bolognese gioca in Coppa Italia (7 presenze) e in Mitropa Cup (3 presenze).
Passa quindi al Messina, in Serie B, dove resta due stagioni, condizionate però da infortuni che ne limitano le presenze in campo e le prestazioni.
Gioca poi in Serie C1 con Monza, Casarano e Barletta e chiude la carriera agonistica nel 1994 in Serie C2, nelle file del Lecco.
Attualmente, oltre a svolgere l'attività di assicuratore per la UnipolSai Assicurazioni con agenzia in Barzano' (LC), è responsabile della reparto di Scuola Calcio della Società di Eccellenza, S.S. Luciano Manara di Barzanò (LC).

## Palmarès

### Club

#### Competizioni nazionali
- Campionato italiano Serie C2: 1

Ospitaletto: 1986-1987 (girone B)
- Campionato italiano di Serie B: 1

Bologna: 1987-1988